# Flughafen Campo Grande

i7
i11
i13
Der Flughafen Campo Grande (portugiesisch Aeroporto International de Campo Grande, auch Aeroporto Antônio João, IATA-Code: CGR, ICAO-Code: SBCG) ist ein öffentlicher internationaler Flughafen, der am 21. Juli 1953 eröffnet wurde. Er befindet sich 7 km nordöstlich von Campo Grande im Bundesstaat Mato Grosso do Sul (Brasilien).
Daneben dient er auch als Militärflugplatz; dieser Teil des Flughafens wird als Base Aérea de Campo Grande bezeichnet.

## Militärische Nutzung
Den militärische Bereich östlich der Start- und Landebahn nutzt die Força Aérea Brasileira (FAB). Er untersteht deren 4. fliegerischen Regionalkommando, Quarto Comando Aéreo Regional (IV COMAR), das hier drei fliegende Esquadrãos stationiert hat. Neben einer Staffel A-29A/B liegen hier zwei gemischte Transportstaffeln, die mit C-105A/SC-105, C-98A und H-60L-Helikoptern ausgerüstet sind.
Die Heeresflieger des Brasilianischen Heeres nutzen einen Bereich westlich der Piste. Hier ist ein Bataillon stationiert, dem ebenfalls drei Esquadrilhas unterstellt sind. Sie fliegen verschiedene Hubschraubertypen von Airbus wie die HA-1, HM-1 und HM-3.

## Zivile Nutzung
Der Flughafen wurde von 1975 bis 2022 von Infraero betrieben, neuer Betreiber ist das spanische Konsortium AENA SA.
Im Jahr 2021 fertigte der Flughafen 970.000 Passagiere ab.
LATAM Brasil, Gol Linhas Aéreas und Azul Linhas Aéreas sind die wichtigsten Fluggesellschaften, ⁣⁣die den Flughafen bedienen.